# Launchpad
Launchpad è un'applicazione web sviluppata da Canonical Ltd. a partire dal 2004 nata per fornire strumenti di supporto a sviluppatori e collaboratori (traduttori, artisti, help desk e altro) per il lavoro su progetti software, incentivando soprattutto lo sviluppo di software libero.
Launchpad ha inizialmente supportato solo l’hosting di codice tramite il sistema di controllo versione Bazaar, sviluppato dalla stessa Canonical Ltd. Successivamente ha introdotto l’importazione da repository Git nel 2009 mentre il supporto per l’hosting nativo Git è stato aggiunto nel 2015. A partire da settembre 2025, il supporto a Bazaar verrà dismesso.
Il 21 luglio 2009 il codice di Launchpad è stato reso disponibile sotto licenza GNU Affero General Public License.
Molti progetti piuttosto rilevanti utilizzano o hanno utilizzato Launchpad per organizzare il loro sviluppo, come per esempio Ubuntu, MySQL, Stellarium, OpenShot, Inkscape, Bazaar, Gwibber, Exaile, Zope e molti altri.

## Componenti
I principali componenti di Launchpad sono:
- Code: un servizio di hosting per il codice sorgente dei programmi che utilizza il sistema di controllo versione Bazaar e permette l'importazione da altri sistemi tra cui Git e Subversion.
- Bugs: un bug tracking system che consente la raccolta di informazioni relative tra progetti correlati.
- Blueprints: un sistema per individuare le specifiche ed i nuovi componenti da implementare nei progetti software.
- Translations: un sistema per la localizzazione degli applicativi nelle diverse lingue.
- Answers: un sistema per il supporto agli utenti e l'acquisizione delle conoscenze base relative ai progetti correnti.
- Soyuz: uno strumento per la creazione di distribuzioni custom derivate da Ubuntu e per la compilazione automatizzata di pacchetti Deb.